# Ederranus
Ederranus — рід цикадок із ряду клопів.

## Опис
Цикадки розміром 5—6 мм. Помірно стрункі, з широкою, поперечною виступаючою головою. Перехід обличчя в тім'я закруглений. На території колишнього СРСР 2 види.

## Систематика
У складі роду:
- Ederranus discolor (Sahlberg, 1871)
- Ederranus sachalinensis (Matsumura, 1911)